# Public Committee Against Torture in Israel
Das Public Committee against Torture in Israel (deutsch: Öffentliches Komitee gegen Folter in Israel; kurz PCATI) ist eine israelische Menschenrechtsorganisation, die sich gegen Folter sowie grausame, unmenschliche und erniedrigende Behandlung und Bestrafung engagiert. Die Organisation mit Sitz in Tel Aviv  wurde im Jahre 1990 als unabhängige Menschenrechtsorganisation gegründet, in Reaktion auf die, so PCATI: „kontinuierliche Politik der israelischen Regierung, die systematische Anwendung von Folter, sowie physischer wie psychischer Misshandlung in Verhören des Inlandsgeheimdienstes Schin Bet zu erlauben“.
Die Tätigkeiten der Organisation beinhaltet die Überwachung israelischer Haftanstalten, den gerichtlichen Kampf gegen Folter, sowie Informationskampagnen mit dem Ziel ein kritisches Bewusstsein in Bezug auf diese Thematik zu fördern. PCATI arbeitet im Kontext des Kampfes gegen Folter in Israel auch mit anderen israelischen, palästinensischen und internationalen Menschenrechtsorganisationen zusammen, um für die Implementierung der Völker- und Menschenrechte in Israel einzutreten.
Die Organisation setzt sich für alle Menschen in Israel und in den von Israel besetzten Gebieten ein (Israelis, Palästinenser, Arbeitsmigranten sowie generell alle Personen, deren ständiger Aufenthaltsort sich in Israel befindet), die Opfer von Folter und Misshandlung von Seiten der israelischen Sicherheitsbehörden wurden.
Die Organisation errang einen historischen Sieg, als der oberste Gerichtshof Israels am 6. Oktober 1999, im Zuge einer Petition, die PCATI zusammen mit der Association for Civil Rights in Israel - HaMoked im Jahre 1991 vor dem obersten Gerichtshof einreichte, die systematische Anwendung verschiedener Foltermethoden von Seiten des Schin Bet verbot. Darauf folgend nahm die Anzahl gerichtlicher Beschwerden in Bezug auf jene Foltermethoden signifikant ab, stieg jedoch im Zuge des Beginns der zweiten Intifada im September 2000 wieder stark an, was auf eine De-facto-Reversion der Implementierung des Urteils des obersten Gerichtshofes hindeutete. Die Basis dieser Entwicklung war die großzügige Auslegung der sogenannten „Notwehr“-Klausel, mittels welcher der oberste Gerichtshof sein Urteil relativierte. Angesichts dieser Entwicklung, dehnte PCATI seine Aktivitäten aus und begann extern Anwälte und Hilfskräfte einzustellen, um den internen Mitarbeitern bei der Nachforschung und Untersuchung von Foltervorwürfen behilflich zu sein. PCATI versuchte des Weiteren beständig neue Wege zu finden, um Folter, Menschenrechtsverstöße im Allgemeinen, sowie insbesondere den Sachverhalt der Straflosigkeit in Bezug auf derartiges Vorgehen zu bekämpfen und neue Methoden in Hinblick auf juristisches Vorgehen sowie Öffentlichkeitsarbeit zu entwickeln.
Im Dezember 1996 erhielt die Organisation zusammen mit dem Palestinian Center for Human Rights (PCHR) den Menschenrechtspreis der französischen Republik.
Die Organisation unterhält in ihrer Rolle als Menschenrechtsorganisation verschiedenste Programme für Öffentlichkeitsarbeit, mit dem Ziel das öffentliche Bewusstsein zu schärfen und den gesellschaftlichen Diskurs in Bezug auf Folter und Menschenrechtsverstöße anzuregen.
Die Organisation hofft auf diese Art und Weise Einfluss auf Politiker und gesellschaftliche Institutionen auszuüben, um letzteren in öffentlichen Druck für einen Politikwechsel umzumünzen.
Ishai Menuchin bekleidete von Januar 2008 bis Januar 2016 das Amt des Geschäftsführers. Er übernahm das Amt von Hannah Friedman, welche eine der Gründerinnen von PCATI ist und die Position seit der Gründung der Organisation innehatte. Seit Januar 2016 ist Dr. Rachel Stroumsa Geschäftsführerin von PCATI.
Im Jahre 2009 veröffentlichte PCATI einen Bericht unter dem Titel Fessel als Form von Folter und Misshandlung, in welchem der Vorwurf erhoben wurde, dass Israel hunderte palästinensischer Gefangener durch Fessel unter Missachtung internationaler Standards folterte. Der Report hinterfragte außerdem Israels Weigerung dem Roten Kreuz Zutritt zur sogenannten Anlage 1391 zu gewähren, einem Geheimgefängnis, welches auch als „Israels Guantanamo Bay“ bekannt ist.
Seit 2012 arbeitet eine Gruppe von Psychologen und Medizinern mit PCATI, die nach entsprechender Fortbildung, auf freiwilliger Basis Gutachten im Sinne des Istanbul Protocol erstellen. Das Istanbul-Protokoll ist die Grundlage der Dokumentation von Folgen der Folter, seien diese psychologisch oder physisch.